# Isla Prescott
Isla Prescott (en inglés: Prescott Island) es una de las islas deshabitadas del Ártico canadiense en el territorio de Nunavut al norte de Canadá. La isla está situada en Peel Sound, entre la Isla Príncipe de Gales y la isla de Somerset.
La isla Prescott es de forma ovalada, y tiene una superficie de 412 km² (159 millas cuadradas). Junto con otras cuatro islas más pequeñas (Binstead, Lock, Pandora, y Vivían), crean una barrera a la entrada de la bahía de Browne (Browne Bay) en el este de Isla Príncipe de Gales.